# لي آن يونغ
الدكتورة لي آن جونغ مؤلفة أمريكية، وأستاذة جامعية، ومستشارة تربوية، تركز أعمالها على التعليم الشامل، وإصلاح نظام التقييم، والدعم الصفي للمتعلمين ذوي الاختلافات العصبية. وهي مؤسسة "ليد إنكلوجن"، وأستاذة سريرية في جامعة ولاية سان دييغو. نشرت جونغ أبحاثًا واسعة النطاق حول التصميم الشامل للتعلم، وأنظمة الدعم متعددة المستويات، وتقييم الفصول الدراسية، وتخطيط التدخل الفردي. وهي أيضًا باحثة ممولة من المعاهد الوطنية للصحة.

## حياتها المهنية
بدأت يونغ مسيرتها المهنية كمعلمة تربية خاصة. شغلت مناصب أكاديمية في جامعة سامفورد، ومن عام 2002 إلى عام 2016 في جامعة كنتاكي، حيث كانت أستاذة ومديرة الشراكات المدرسية الدولية. ومنذ عام 2017، تعمل أستاذة سريرية في القيادة التربوية في جامعة ولاية سان دييغو.
في عام 2018، أسست ليد إنكلوجن، وهي منظمة استشارية دولية تدعم المدارس المستقلة والعامة في بناء أنظمة تعليمية وتقييمية شاملة ومستندة إلى الأبحاث.

## المنشورات
يونغ هي المؤلفة أو المؤلفة المشاركة للكتب التالية:
- كل طفل يستحق تعليمًا خاصًا: خمسة أطر ذهنية تضمن تعلم جميع الطلاب (مع جون هاتي، دوغلاس فيشر، نانسي فراي، ولورين جراهام، كوروين برس، 2025)[2]
- تقييم الأطفال الصغار (مع جايل مينديز، الطبعة السادسة، دار بروكس للنشر، 2026)[3]
- طلابك، طلابي، طلابنا: إعادة التفكير في الفصول الدراسية العادلة والشاملة (مع دوغلاس فيشر، ونانسي فراي، وجولي كرونر، الجمعية الأمريكية لطلاب المدارس الثانوية، 2019)[4]
- تقييم المتعلمين الاستثنائيين والمتعثرين (مع توماس جوسكي، كوروين برس، 2012)[5]
- إجابات على الأسئلة الأساسية حول المعايير والتقييمات والتصنيف والتقارير (مع توماس جوسكي، دار نشر كوروين، 2013)[6]
- تقييم الطلاب، وليس المعايير: ابدأ بما هو أكثر أهمية (دار نشر كوروين، 2024)[7]
- مرئي ومسموع ومُقدَّر: التصميم الشامل للتعلم وما بعده (دار نشر كوروين، 2023)[8]
- من الأهداف إلى النمو: التدخل والدعم في كل فصل دراسي (ASCD، 2018)[9]
- دليل عملي لتخطيط التدخلات ومراقبة التقدم (شجرة الحلول، 2015)[10]

## الأبحاث والمنح
ركزت أبحاث يونغ على التقييم الشامل، ومراقبة التقدم، وتصميم التدخلات. ويُستشهد بمقالها "تقييم المتعلمين الاستثنائيين" على نطاق واسع في الأبحاث المتعلقة بالتقييم العادل والتقييم القائم على المعايير.
عملت كمحققة رئيسية مشاركة في تجربة عشوائية محكومة ممولة من المعاهد الوطنية للصحة لفحص تدريب المعلمين للطلاب المصابين بالتوحد.

## خدمة احترافية
شغلت يونج منصب رئيسة مجموعة الاهتمامات الخاصة بتقييم الفصل الدراسي التابعة للجمعية الأمريكية للبحوث التربوية من عام 2017 إلى عام 2018. وهي محررة قسم في موسوعة روتليدج للتعليم وعملت في هيئة تحرير مجلة التدخل المبكر.
عملت أيضًا في المجلس الاستشاري للتعليم العالي في اتحاد سجلات الإتقان، الذي قاد هذا المجال في تصور بديل مبتكر لسجلات المدارس الثانوية التقليدية.

## روابط خارجية
- الموقع الرسمي – Lead Inclusion.
- الملف الشخصي في Google Scholar.